# Miturga agelenina
Miturga agelenina là một loài nhện trong họ Miturgidae.
Loài này thuộc chi Miturga. Miturga agelenina được Eugène Simon miêu tả năm 1909.